# 卡琳·古特克
卡琳·古特克（德語：Karin Guthke，1956年11月23日—），德国女子跳水运动员。她曾代表东德参加1976年和1980年夏季奥林匹克运动会跳水比赛，其中1980年奥运会获得一枚铜牌。